# ActRaiser
Actraiser (Japans: アクトレイザー) is een actiespel ontwikkeld door Quintet voor de Super Nintendo Entertainment System (SNES). Het spel werd op 16 december 1990 uitgebracht in Japan door Enix. In 2004 werd een versie voor de mobiele telefoon uitgebracht. De Virtual Console-versie werd uitgebracht in 2007. Het spel kreeg een vervolg genaamd ActRaiser 2. Het spel is een side-scrolling platformspel.

## Platforms
| Jaar | Platform            |
| ---- | ------------------- |
| 1990 | SNES                |
| 2004 | Mobiele telefoon    |
| 2007 | Wii Virtual Console |

## Ontvangst
| Beoordeeld door    | Platform            | Datum            | Score |
| ------------------ | ------------------- | ---------------- | ----- |
| Mean Machines      | SNES                | april 1991       | 91%   |
| Video Games        | SNES                | september 1991   | 86%   |
| Jeuxvideo.com      | SNES                | 19 augustus 2010 | 85%   |
| Mag'64             | Wii Virtual Console | 31 augustus 2009 | 85%   |
| GameSpot           | Wii Virtual Console | 12 juni 2007     | 80%   |
| Gaming since 198x  | SNES                | 26 november 2010 | 80%   |
| IGN                | SNES                | 30 mei 2007      | 75%   |
| Eurogamer.net (GB) | Wii Virtual Console | 18 mei 2007      | 70%   |
| Legendra           | SNES                | 10 januari 2010  | 60%   |
| HonestGamers       | SNES                | 26 oktober 2012  | 60%   |

## Trivia
- Het spel is opgenomen in het boek 1001 Video Games You Must Play Before You Die van Tony Mott.